# Edward Cotter
Edward Cotter, född 27 december 1887, död 17 november 1973, var en friidrottare från Kanada. Han deltog vid olympiska sommarspelen 1908.